# 阿道夫·托卡契夫
阿道夫·喬治耶維奇·托卡契夫（俄语：Адольф Георгиевич Толкачёв，1927年1月6日—1986年9月24日），蘇聯雷達工程設計師，他從1979年至1985年期間向美國中央情報局提供機密軍事情報。

## 事蹟
他是苏联最大的雷达设计局法兹特龙雷达设计局首席設計師之一，向中央情報局提供了關於下列項目的完整信息：R-23、R-24、R-33、R-27、R-60和S-300飛彈等；米格-29、米格-31和Su-27戰鬥機上使用的戰機攔截飛機雷達，以及其他航空電子設備。托卡契夫提供的情報中包括米格-31戰鬥機使用的被動相控陣雷達，美國認為是最先進的機載雷達。1986年他被前中情局官員愛德華·李·霍華德出賣而被蘇聯處決。

## 紀念
位於美國維吉尼亞州費爾法克斯郡的中央情報局總部掛著他的一幅畫像以資紀念。

## 相關書籍
- David E Hoffman. . New York: Anchor Books. 2016年5月10日  [2021年10月26日]. ISBN 9780345805973. （原始内容存档于2021年10月26日）.（英文）
  - 中譯本：大衛‧霍夫曼. . 由林添貴翻译. 八旗文化. 2017-03-29. ISBN 9789869423144.